# Marian Pilot

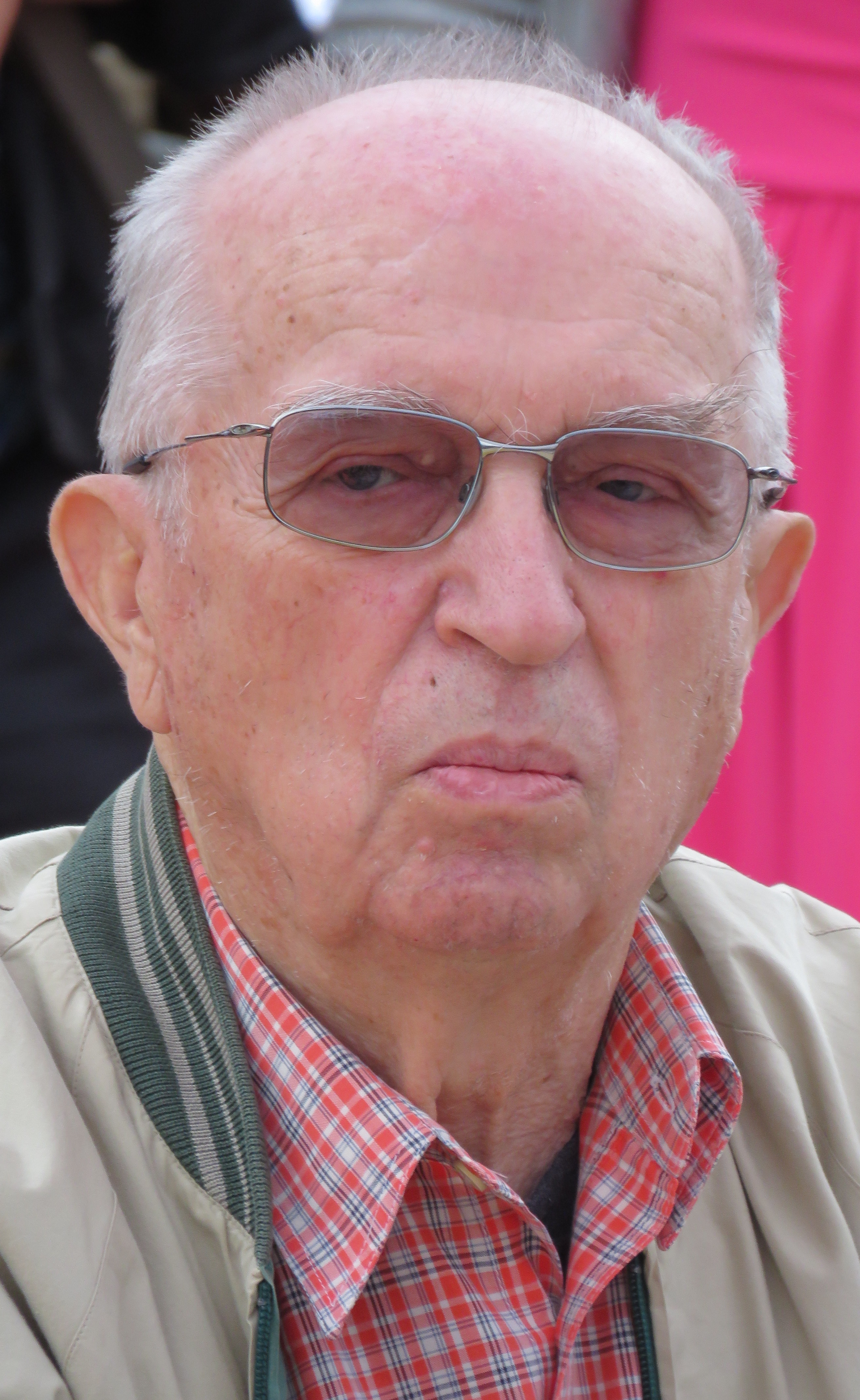
Marian Pilot (2018)

Marian Pilot (* 6. Dezember 1936 in Siedlików bei Ostrzeszów; † 2. Februar 2024 in Warschau) war ein polnischer Journalist und Prosaschriftsteller.

## Leben
Pilot besuchte das Gymnasium in Ostrzeszów und legte dort 1953 das Abitur ab. Anschließend studierte er Journalistik an der Universität Warschau, wo er 1957 den Magister erwarb. Nach dem Studium arbeitete er einige Monate in der Polnischen Presseagentur und dann als Redakteur von 1958 bis 1960 für die Zeitschrift Wiadomości Filmowe. Als Leiter des Kulturressorts arbeitete er von 1960 bis 1967 für die Wochenzeitung Na przełaj. Darauf leitete er von 1967 bis 1978 den Prosateil der Zeitung Tygodnik Kulturalny. Er trat 1972 der Partei Zjednoczone Stronnictwo Ludowe bei. Von 1980 bis 1988 arbeitete er mit der Zeitschrift Regiony zusammen.
Er wohnte in Warschau. Dort starb er am 2. Februar 2024 im Alter von 87 Jahren.

## Publikationen

### Prosa
- Panny szczerbate. Opowiadania, 1962
- Sień, 1965
- Opowieści świętojańksie, 1966
- Majdan, 1969
- Pantałyk, 1970
- Zakaz zwałki, 1974
- Karzeł Pierwszy, król tutejszy; tam, gdzie much nie ma…,  1976
- Jednorożec, 1978
- Ciżba. Opowiadania i opowieści, 1980
- Wykidajło, 1980
- W słońcu, w deszczu, 1981
- Bitnik Gorgolewski, 1983
- Matecznik, 1988
- Bitnik Gorgolewski, 1989
- Na odchodnym. Opowieści i opowiadania, 2002
- Cierpk. Oboki. Nice: Bardzo małe opo, 2006
- Gody, 2009
- Pióropusz, 2010
- Zabawna zabawka albo Vin d’adieu, 2012
- Nowy matecznik, 2012
- Osobnik, 2013

### Drehbücher
- 1979: W słońcu i w deszczu
- 1985: Pan na Żuławach
- 1997: Historia o proroku Eliaszu z Wierszlina

### Wörterbücher
- Ssapy, szkudły, świętojanki: słownik dawnej gwary Siedlikowa, 2011

## Auszeichnungen
- Verdienter der polnischen Kultur
- 1979: Goldenes Verdienstkreuz der Republik Polen
- 2011:  Nike-Literaturpreis für Pióropusz